# Saint-Léger-lès-Domart
Saint-Léger-lès-Domart è un comune francese di 1 890 abitanti situato nel dipartimento della Somme nella regione dell'Alta Francia.
Nel territorio del comune scorre la Nièvre, affluente della Somme.

## Società

### Evoluzione demografica
Abitanti censiti